# Mansa annulicornis
Mansa annulicornis är en stekelart som först beskrevs av Cameron 1905.  Mansa annulicornis ingår i släktet Mansa och familjen brokparasitsteklar. Inga underarter finns listade i Catalogue of Life.